# Alicia Steimberg
Alicia Steimberg (Buenos Aires, 18 de julio de 1933 - Buenos Aires, 16 de junio de 2012), fue una escritora, traductora y narradora argentina.

## Vida
Nieta de inmigrantes ucranianos, rumanos y rusos, Steimberg pasó su infancia en una familia de clase media, sufriendo a veces problemas económicos. Su padre falleció cuando ella tenía ocho años, y más tarde su madre, quien era dentista, pierde su trabajo. Esta temática (la inestabilidad económica) está presente en su obra.
Cursó estudios en el Instituto Nacional del Profesorado en Lenguas Vivas, recibiéndose de maestra normal y más tarde de profesora nacional (especializada en inglés).
Comenzó a escribir desde joven, pero recién a los 38 años publica su primera obra (Músicos y relojeros).

A los 18 años empecé a escribir con una intención literaria. Me llevó veinte, hasta los 38, sentir que lo que estaba escribiendo estaba bien, que no era un libro de iniciación. Mandé mi primer libro a dos concursos. Al de Barral y al de Monte Avila, en Caracas. Salió finalista en los dos y eso sí fue una especie de diploma para mí. Me sentía segura en ese momento.

De 1995 a 1997 se desempeñó como Directora de la Sección de Libros de la Secretaría de Cultura.
Su obra fue traducida a varios idiomas, entre ellos el inglés, alemán y coreano. También coordinó talleres literarios y realiza traducciones de libros, principalmente del inglés.
En el año 2008 dio una charla sobre la creación literaria en Roma, invitada por el Instituto Cervantes.
Falleció a los 78 años el 16 de junio de 2012 en Buenos Aires luego de sufrir una descompensación cardíaca.

## Obra
Sus cuentos entran dentro de la corriente del cuento hispanoamericano. En sus novelas, mezcla realismo con psicoanálisis. Su estilo narrativo tiene ritmo, es austero y preciso, y de humor irónico.
- 1971 Músicos y relojeros.
- 1973 La loca 101
- 1981 Su espíritu inocente.
- 1983 Como todas las mañanas.
- 1986 El árbol del placer.
- 1989 Amatista.
- 1991 El mundo no es de polenta.
- 1992 Cuando digo Magdalena.
- 1999 Vidas y vueltas.
- 1999 Antología del amor apasionado (junto a Ana María Shua).
- 2000 La selva.
- 2001 Una tarde de invierno un submarino.
- 2004 Aprender a escribir.
- 2008 La música de Julia.

## Premios
- 1973 Satiricón de Oro de Buenos Aires.
- 1983 Beca de la Fundación Fullbright.
- 1983 Primer premio de la Sociedad Argentina de Escritores por el cuento Última voluntad y testamento de Cecilia.
- 1989 Premio de literatura erótica La Sonrisa Vertical (Mención).
- 1992 Premio Planeta del Sur.
- 2004 Premio Konex de Platino, en la disciplina "Traducción".[6]